# Mercedes-Benz W 189
Der Mercedes-Benz W 189 war der Nachfolger der Repräsentationslimousine 300 c (W 186/IV).  Der 300er war bis zur Einführung des W 100 (Mercedes-Benz 600) die deutsche Staatslimousine schlechthin. Auch viele ausländische Staatsoberhäupter kauften den 300er, der seinerzeit das größte Serienfahrzeug deutscher Produktion war.

## Modellgeschichte

### Allgemeines
Im August 1957 wurde ein gründlich überarbeiteter Typ 300 vorgestellt, der nicht nur technisch, sondern auch in seiner äußeren Erscheinung deutliche Unterschiede zu seinem Vorgänger aufwies. Den Status einer Neukonstruktion dokumentiert die Konstruktionsbezeichnung W 189, die den allgemein 300 d genannten Typ einer eigenständigen Baureihe zuordnet. Dennoch sind die konzeptionellen Gemeinsamkeiten mit dem 300 c nicht zu übersehen: Fahrwerk und Rahmen wurden vom Vorgänger übernommen, wobei aber ausschließlich die verlängerte Ausführung mit 3150 mm Radstand verwendet wurde. 
Der Typ 300 d (W 189) brach mit der markanten hinteren, gerundeten Seitenscheibe der bisherigen „Adenauer“-300er und führte die letzte Seitenscheibe im Winkel auf die Gürtellinie. Bei diesem Wagen konnten die Seitenscheiben ganz versenkt und das hintere Eckfenster herausgenommen werden. Durch die fehlenden seitlichen Säulen entstand für Deutschland der neuartige Begriff der Hardtop-Limousine, die auch im größten Absatzmarkt USA angeboten wurde. Statt des Anglizismus verwendete Daimler-Benz im Inland auch wiederholt die Bezeichnung „Vollsichtkarosserie“.

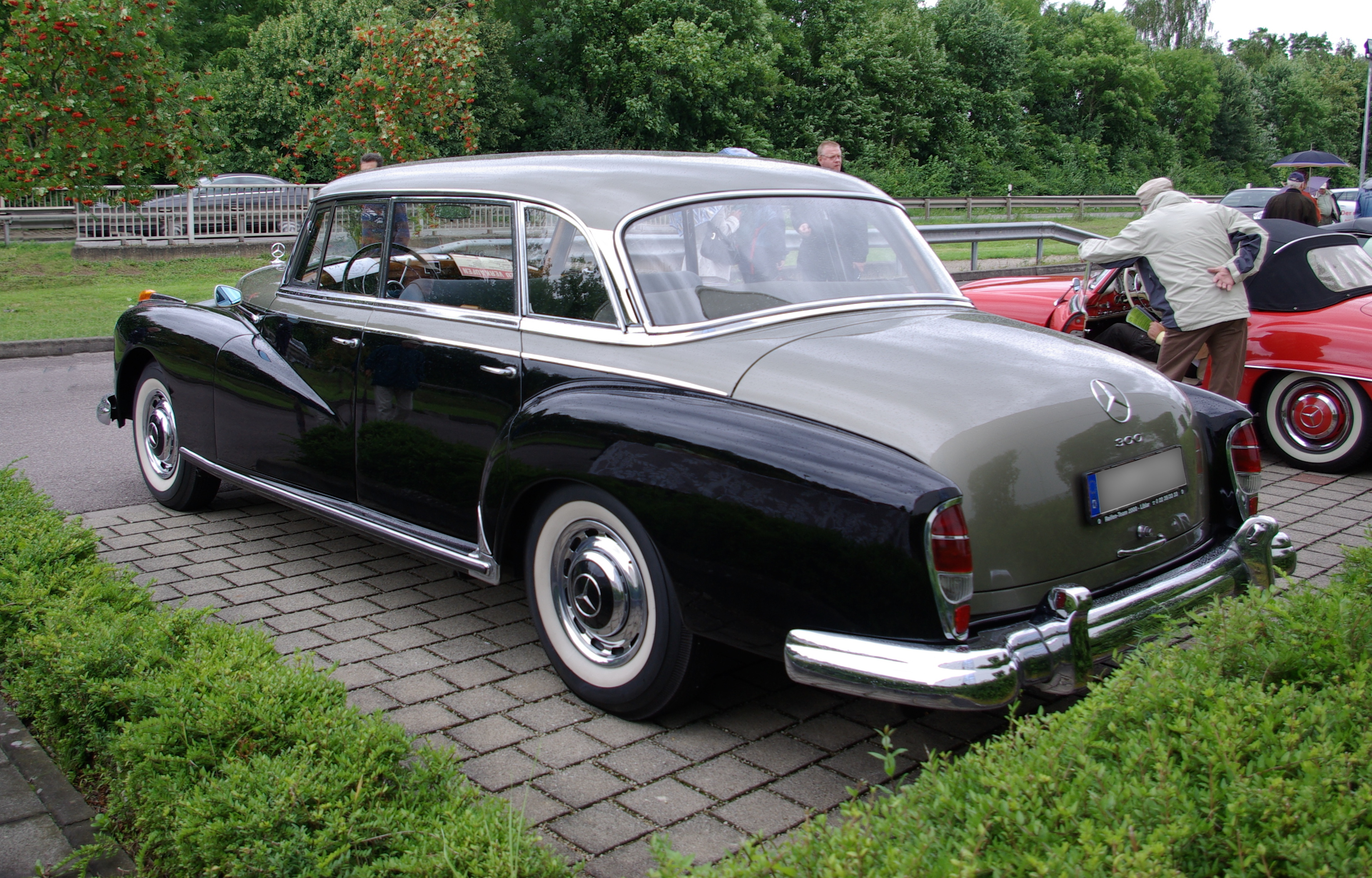
Mercedes-Benz 300 d (1959)
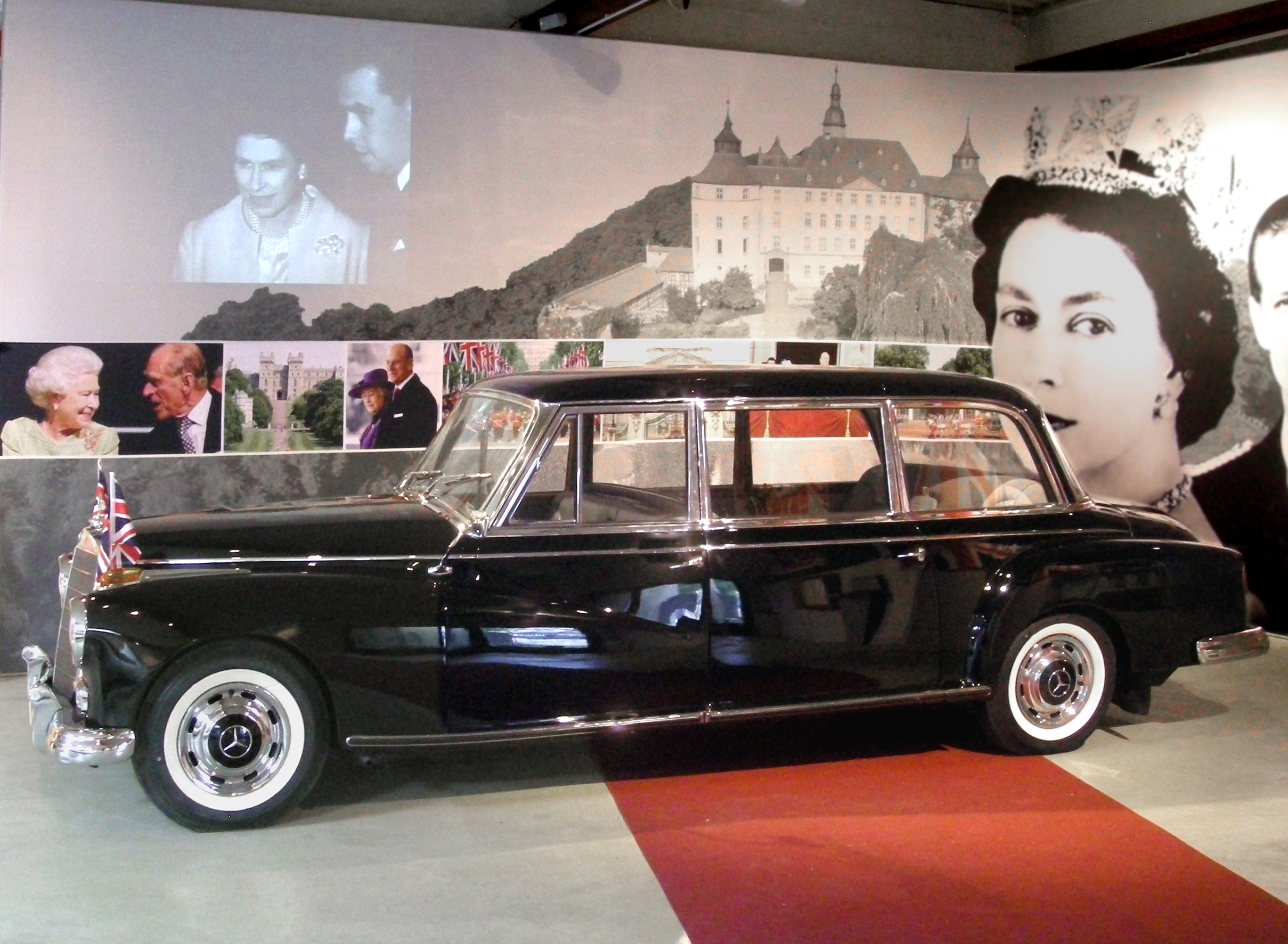
300 d Pullman im Automobilmuseum Schloss Langenburg
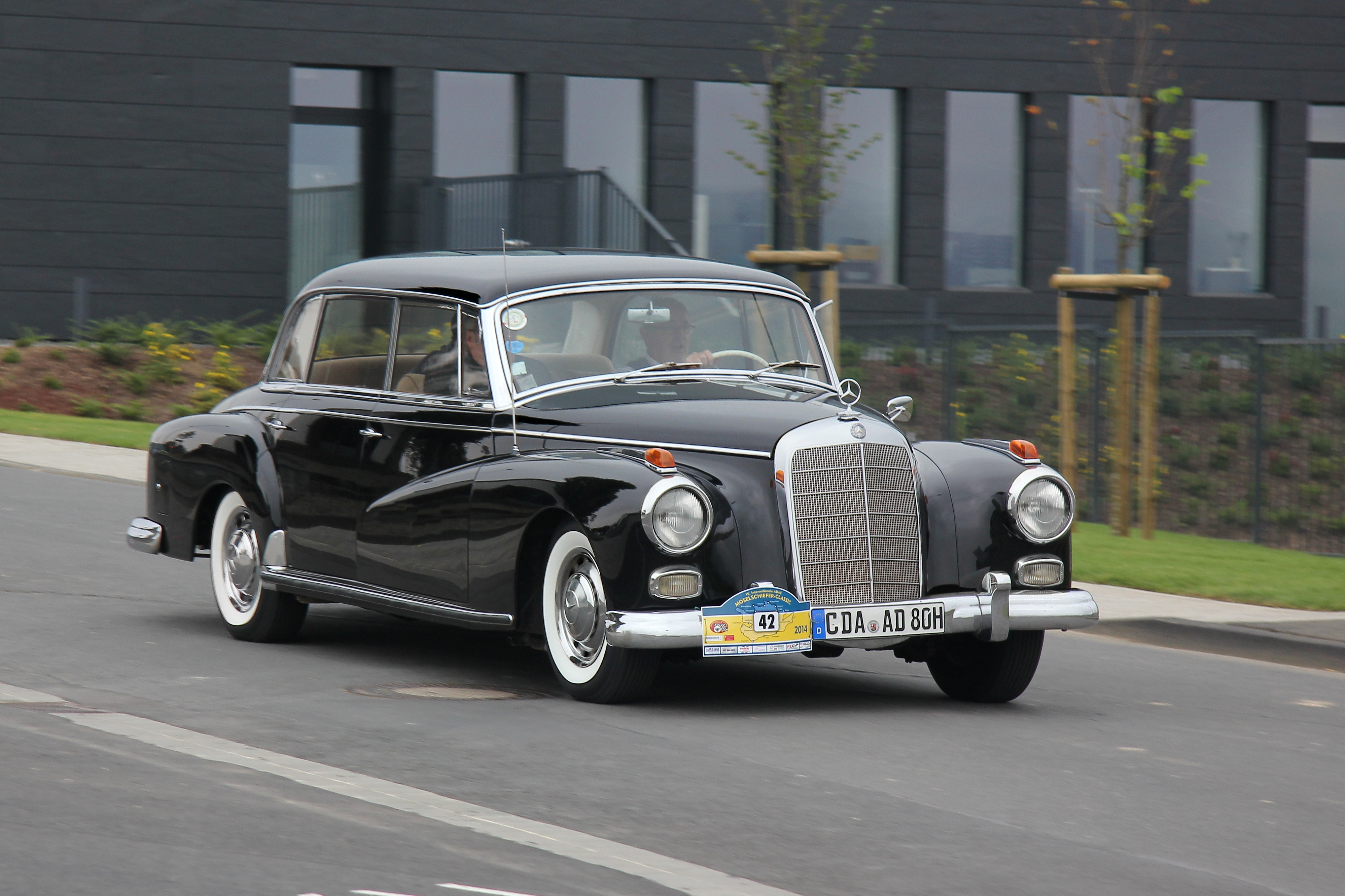
Mercedes-Benz 300 d  bei einer Oldtimerrallye 2014

### Technik und Ausstattung
Als erstes Pkw-Modell von Mercedes bekam der Wagen den Motor M 189 mit Saugrohreinspritzung – im Gegensatz zu der aufwendigen Direkteinspritzung des 300 Sc (W 188) und 300 SL (W 198 – „Flügeltürer“). Während die frühen Modelle durch das hohe Gewicht von 1770 bis 1940 kg bei nur 115 PS (85 kW) bzw. 125 PS (92 kW) etwas behäbig auftraten, war der 300 d mit dem 160 PS (118 kW) starken Einspritzmotor wesentlich agiler.
Das Gemisch wurde jetzt nicht mehr über Vergaser, sondern durch intermittierende Saugrohreinspritzung gebildet. Bei gleichzeitiger Erhöhung der Verdichtung konnte damit eine Leistungssteigerung auf 160 PS (118 kW) erzielt werden. Der 300 d wurde serienmäßig mit dem „Detroit-Gear“-Automatikgetriebe geliefert; auf Wunsch war jedoch alternativ das Schaltgetriebe erhältlich. Ab März 1958 konnte als Sonderausstattung eine ZF-Saginaw-Servolenkung bestellt werden, die jedoch den mit Automatikgetriebe ausgerüsteten Fahrzeugen vorbehalten blieb. Eine weitere Sonderausstattung, mit der der 300 d als erster Mercedes-Benz-Pkw-Typ ausgerüstet werden konnte, war die ab Dezember 1958 gegen 3500 DM Aufpreis lieferbare Behr-Klimaanlage.
Weitere technische Neuerungen gegen Aufpreis waren die Servolenkung, elektrische Fensterheber, orthopädische Sitze, Klimaanlage (diese kam im 300 d zum ersten Mal bei einem Mercedes-Benz-Pkw zum Einsatz und kostete 3500 DM) und das erste Stahlschiebedach von Webasto. Für einen seinerzeit beachtlichen Mehrpreis von 8500 DM gab es den 300 d auch als Cabriolet. Der Basispreis betrug nun 27.000 DM. Diese Summe entspricht heute ca. 79.000 Euro.
Drei von 5,19 m auf 5,64 m verlängerte W 189 wurden als Pullman-Limousine bzw. Pullman-Landaulet hergestellt. Die Limousine mit dem Kennzeichen S-LR 134 und ein Landaulet blieben als Mietfahrzeuge in Werksbesitz; ein Landaulet wurde an den Vatikan als „Papamobil“ für Papst Johannes XXIII. geliefert.

## Technische Daten
| Kenngrößen                                | Mercedes-Benz W 189 |
| ----------------------------------------- | --- |
| Motor                                     | 6-Zylinder-Viertakt-Ottomotor (Reihenmotor, vorn längs) |
| Hubraum                                   | 2996 cm³ |
| Bohrung × Hub                             | 85 × 88 mm |
| Leistung bei 1/min                        | 160 PS (118 kW) bei 5300 |
| Max. Drehmoment bei 1/min                 | 24,2 mkp (237 Nm) bei 4200 |
| Verdichtung                               | 8,55 : 1 |
| Ventilsteuerung                           | obenliegende Nockenwelle, Antrieb durch Duplexkette |
| Gemischaufbereitung                       | Einspritzpumpe Bosch |
| Kühlung                                   | Wasserkühlung mit Pumpe (21 Liter) |
| Motorschmierung                           | Druckumlauf (6,5 Liter Öl) |
| Elektrische Anlage                        | 12 V 70 Ah, Lichtmaschine 300 W |
| Kupplung                                  | Einscheibentrockenkupplung |
| Getriebe                                  | Dreigangautomatik (serienmäßig) oder vollsynchronisiertes 4-Gang-Getriebe, Wählhebel am Lenkrad bzw. Lenkradschaltung; Antrieb über geteilte Kardanwelle auf die Hinterräder |
| Karosserie                                | Ganzstahlkarosserie mit X-Form-Ovalrohrrahmen |
| Radaufhängung vorn                        | Doppelquerlenker, Schraubenfedern und Stabilisator |
| Radaufhängung hinten                      | Eingelenk-Pendelachse mit Schubstreben, Doppel-Schraubenfedern, elektrisch zuschaltbare Drehstabfederung                                                                     |
| Lenkung                                   | Kugelumlauflenkung (3,75 Lenkradumdrehungen von Anschlag zu Anschlag) |
| Bremsen                                   | hydraulisch betätigte Trommelbremse, Trommeldurchmesser 260 mm, Bremsfläche 1470 cm²; Bremskraftverstärker                                                                   |
| Spurweite vorn/hinten:                    | 1480/1525 mm |
| Radstand                                  | 3150 mm |
| Reifengröße                               | 7.60 S – 15″ |
| Maße L × B × H                            | 5190 × 1860 × 1620 mm |
| Wendekreis links/rechts                   | 12,8 m/13,3 m |
| Wagengewicht Limousine (mit Automatik)    | 1950 kg (1990 kg) |
| Zulässiges Gesamtgewicht                  | 2450 kg |
| Höchstgeschwindigkeit (mit Automatik)     | 170 km/h (165 km/h) |
| Beschleunigung 0–100 km/h (mit Automatik) | 17 s (18 s) |
| Verbrauch auf 100 km (mit Automatik)      | 17 l (18 l) Super |
| Tankinhalt                                | 72 Liter (im Heck) |

## Bauzeit und Stückzahlen
- Typ 300 d (W 189) : 11/1957–3/1962; 3073 Limousinen, 1 Fahrgestell, 65 Cabriolet D (Juli 1958–Februar 1962), 1 Pullman-Limousine; 2 Pullman-Landaulets[4]